# Fontanella (architettura)

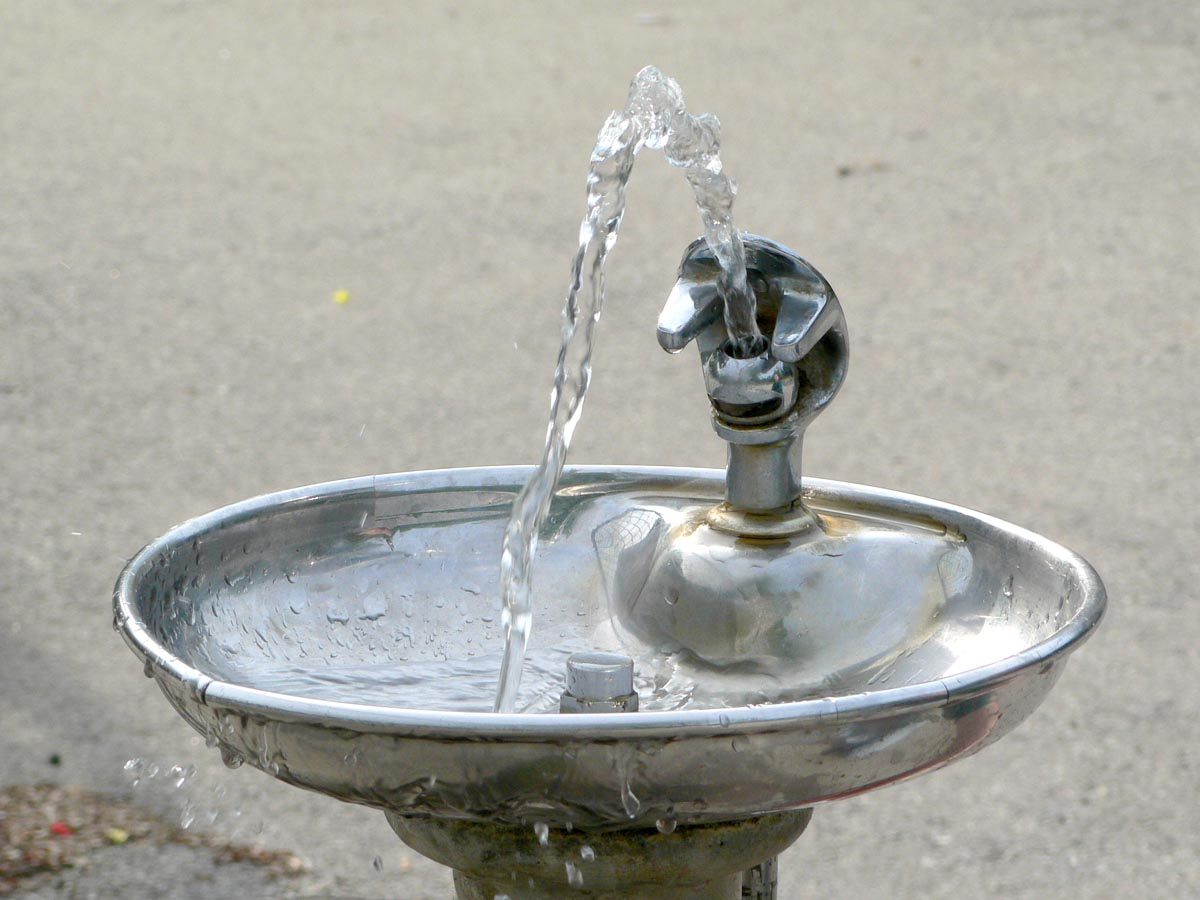
Una tipica fontanella

È chiamata fontanella una fontana progettata per fornire acqua potabile. Ciò è permesso da certi filtri che rimuovano eventuali scorie, in modo da bere senza bicchieri, ma inchinandosi verso il rubinetto. Si trovano in luoghi pubblici, nelle piazze, per le strade e nei parchi. In molte giurisdizioni è previsto che le fontanelle moderne abbiano anche un design più pratico per renderle raggiungibili ai disabili.

## Galleria d'immagini

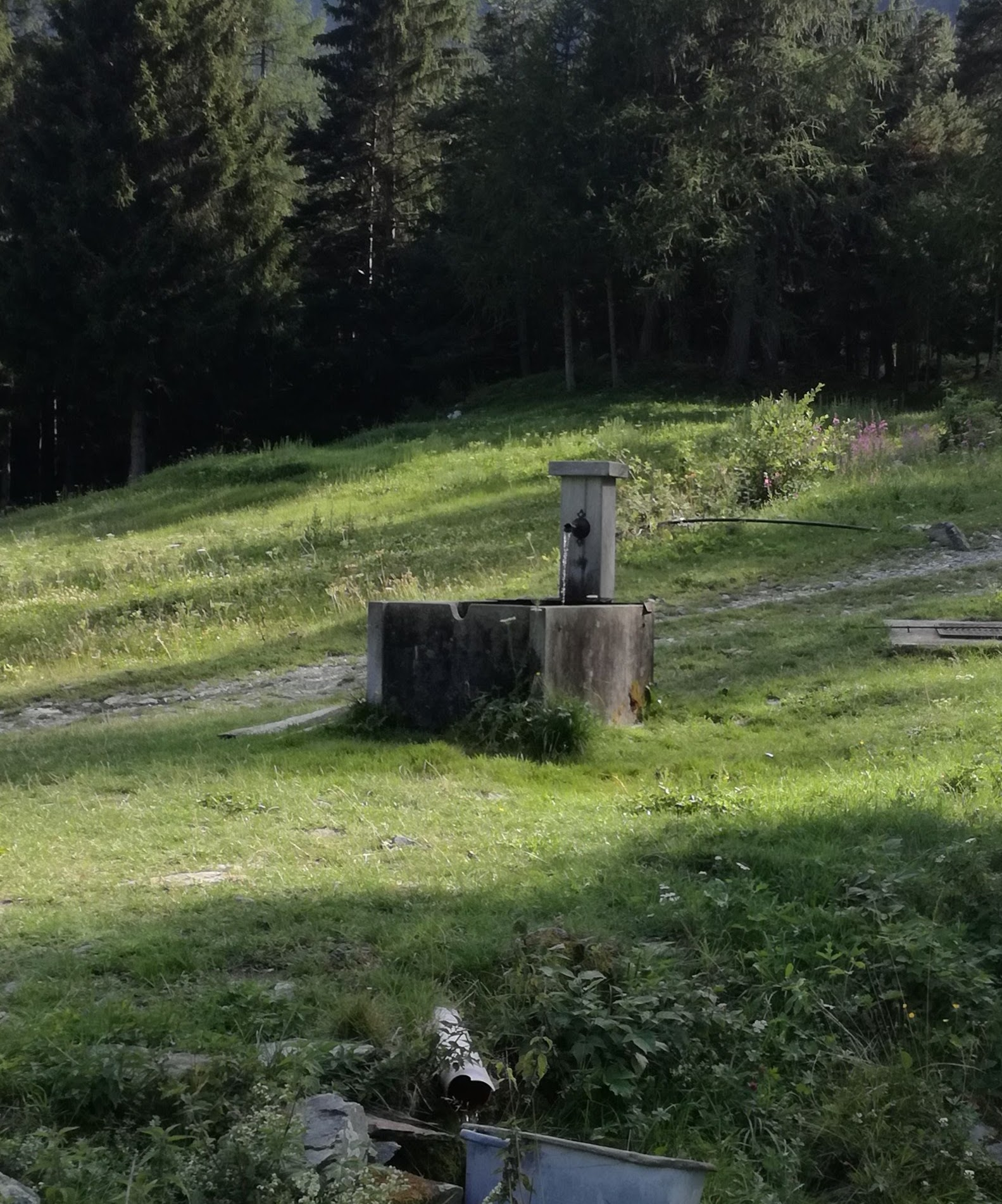
Tipica fontanella di montagna
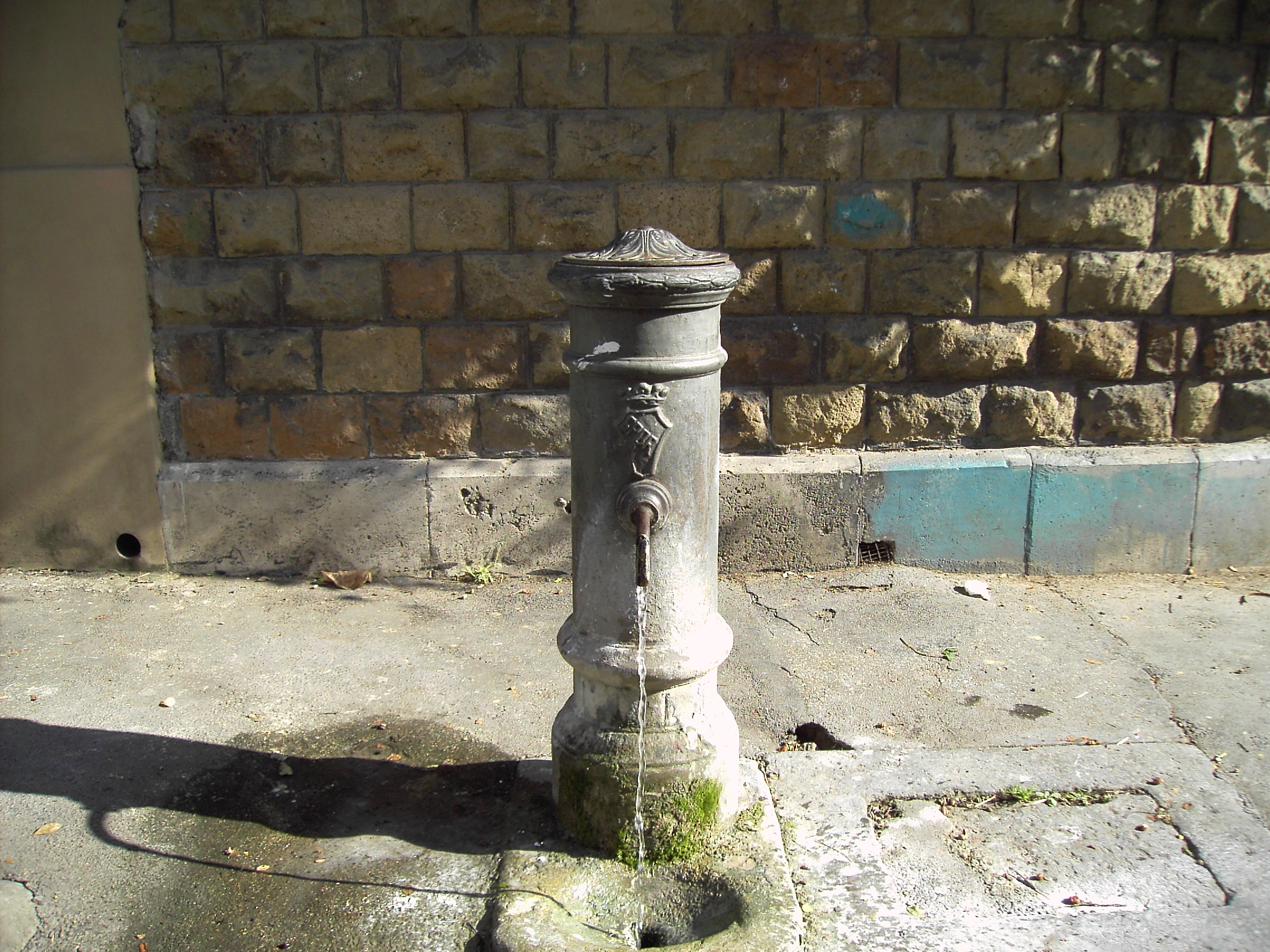
Tipico Nasone di Roma, installato per la prima volta nel 1874. Ce ne sono circa 2500
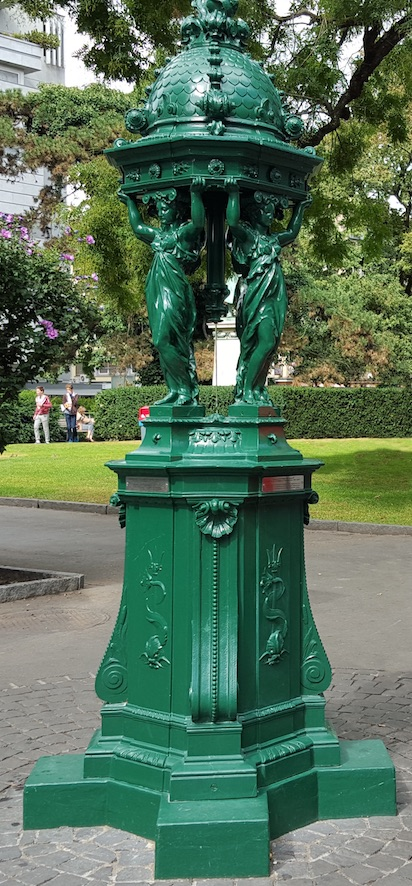
Una fontanella di Parigi. Ce ne sono 67
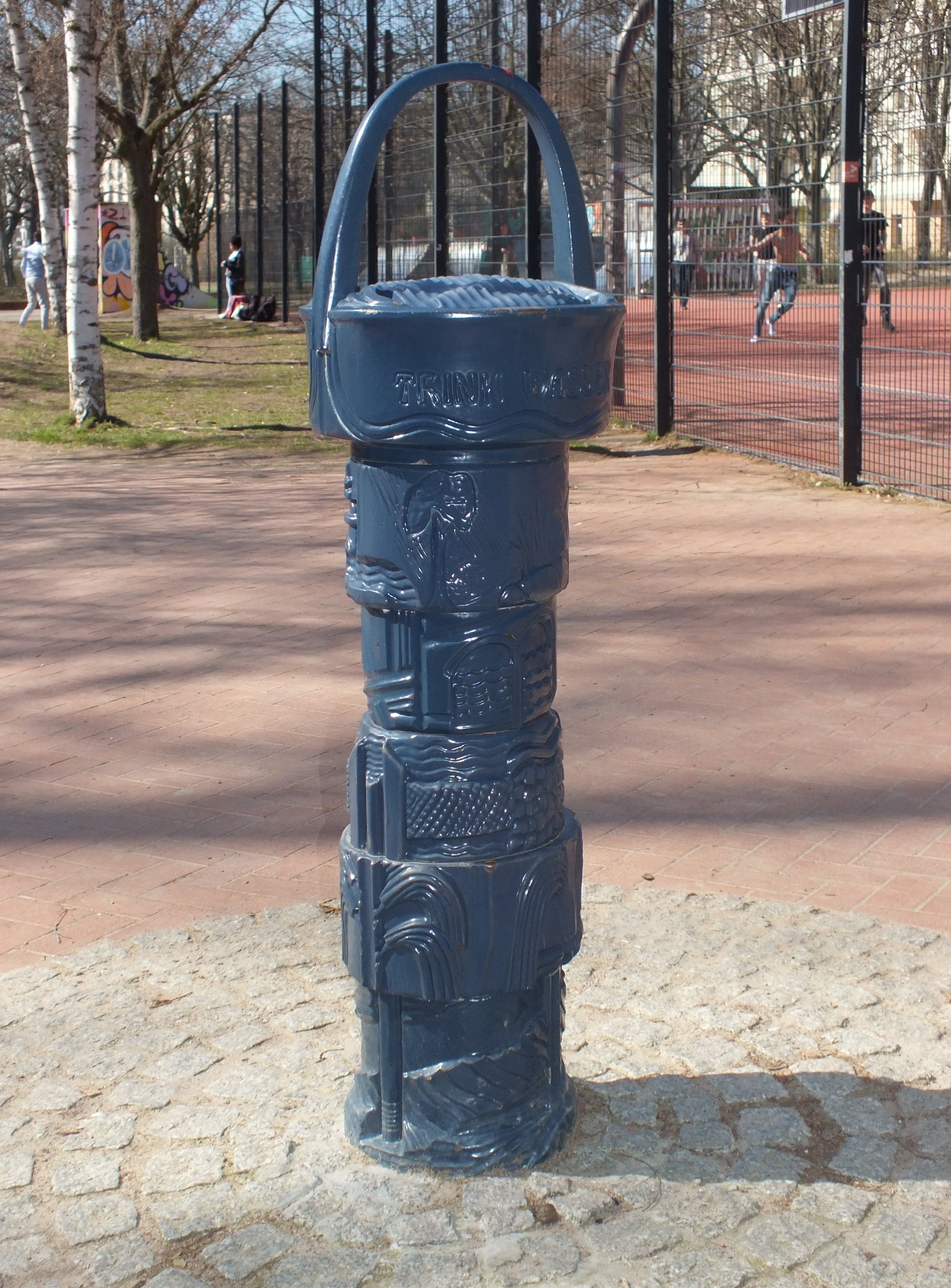
Una fontanella di Berlino
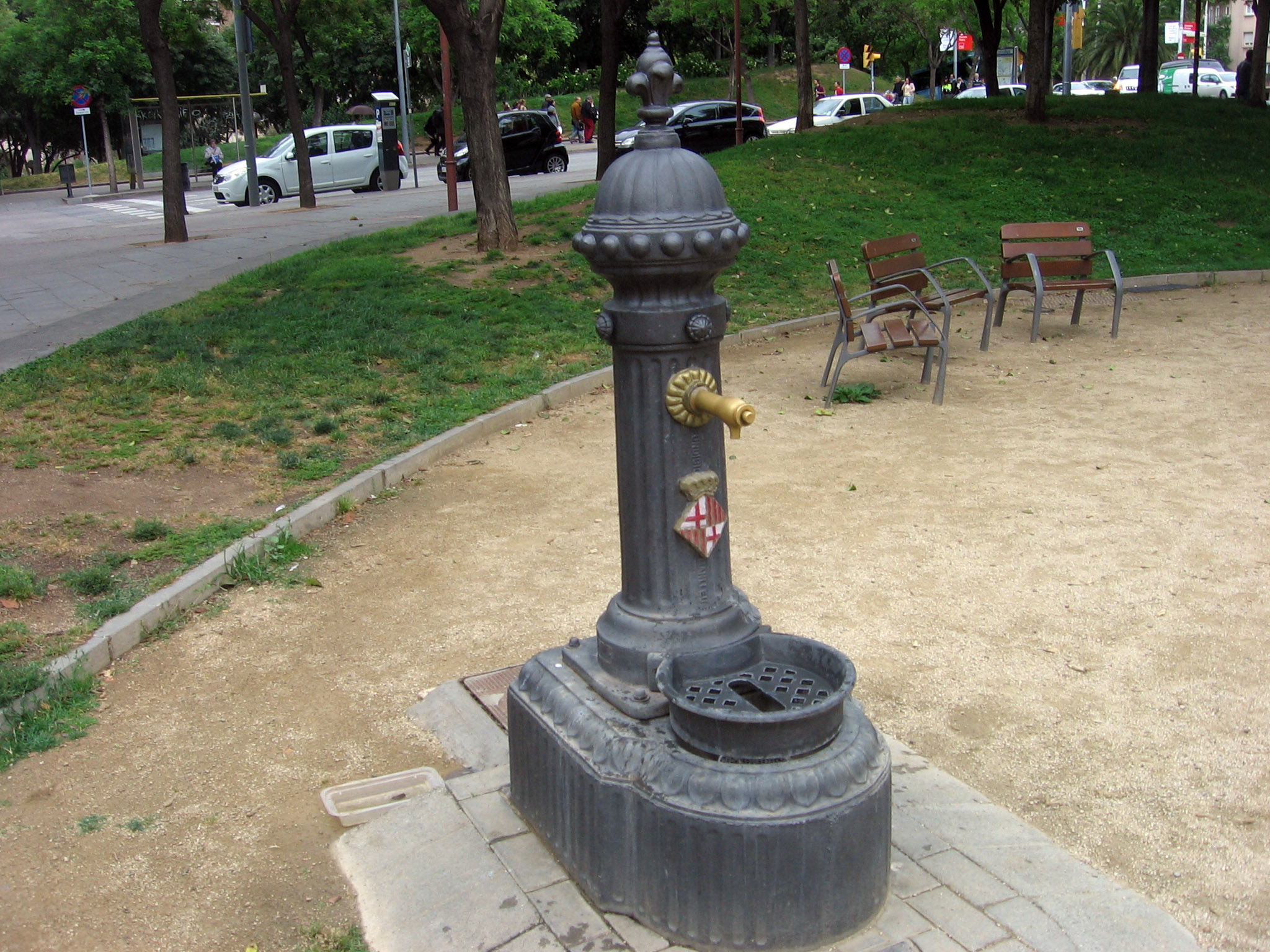
Una fontanella di Barcellona
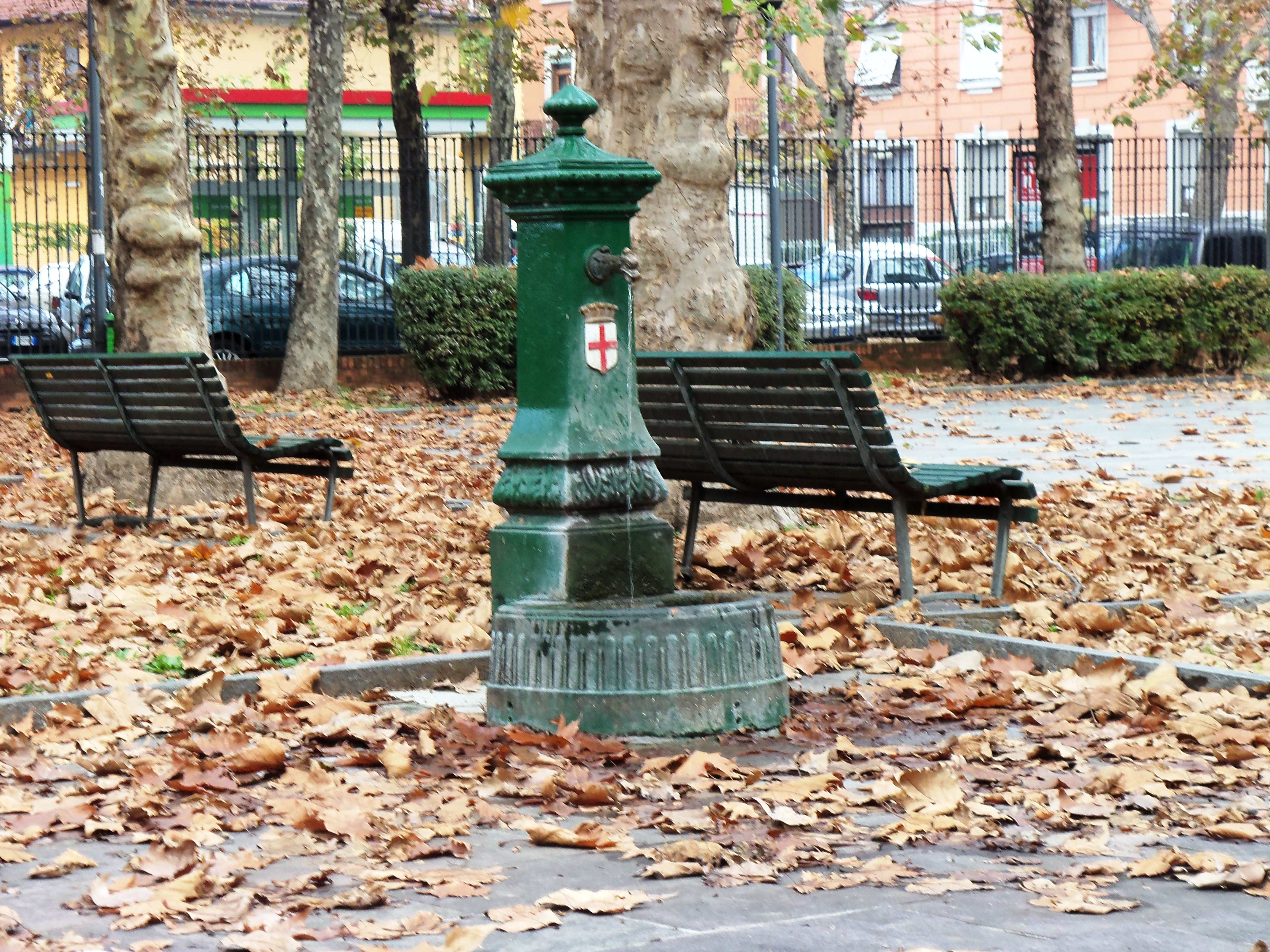
Il Drago Verde di Milano, in totale ce ne sono 480 sparse per la città
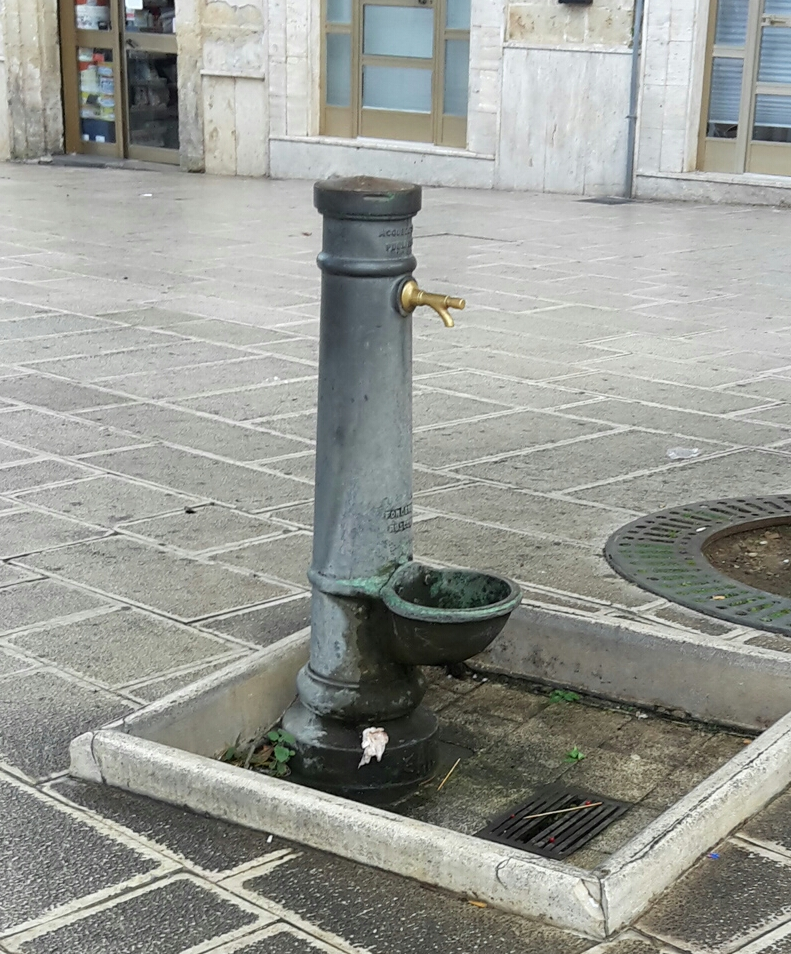
Tipica fontanella dell'Acquedotto pugliese
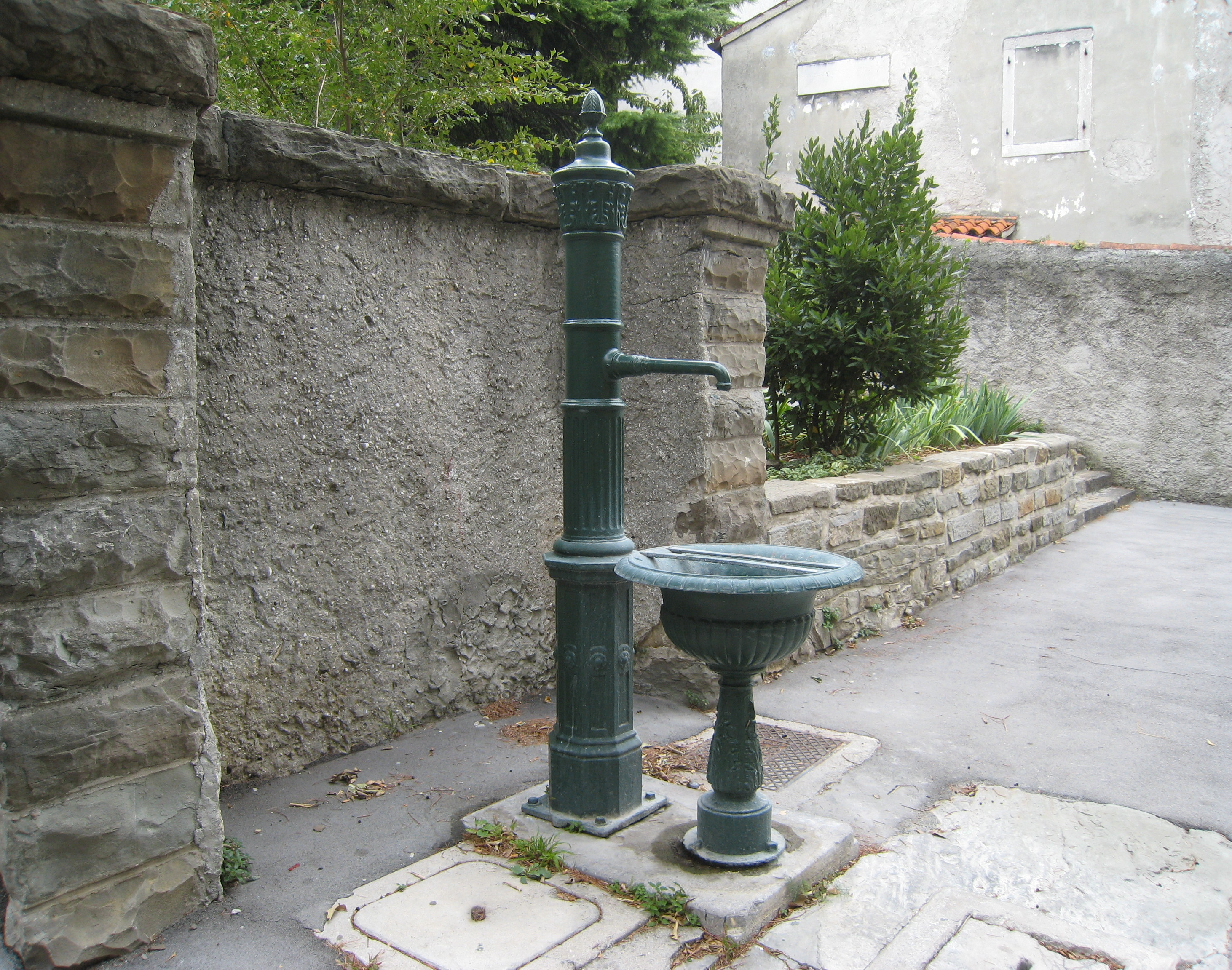
Una fontanella di Trieste
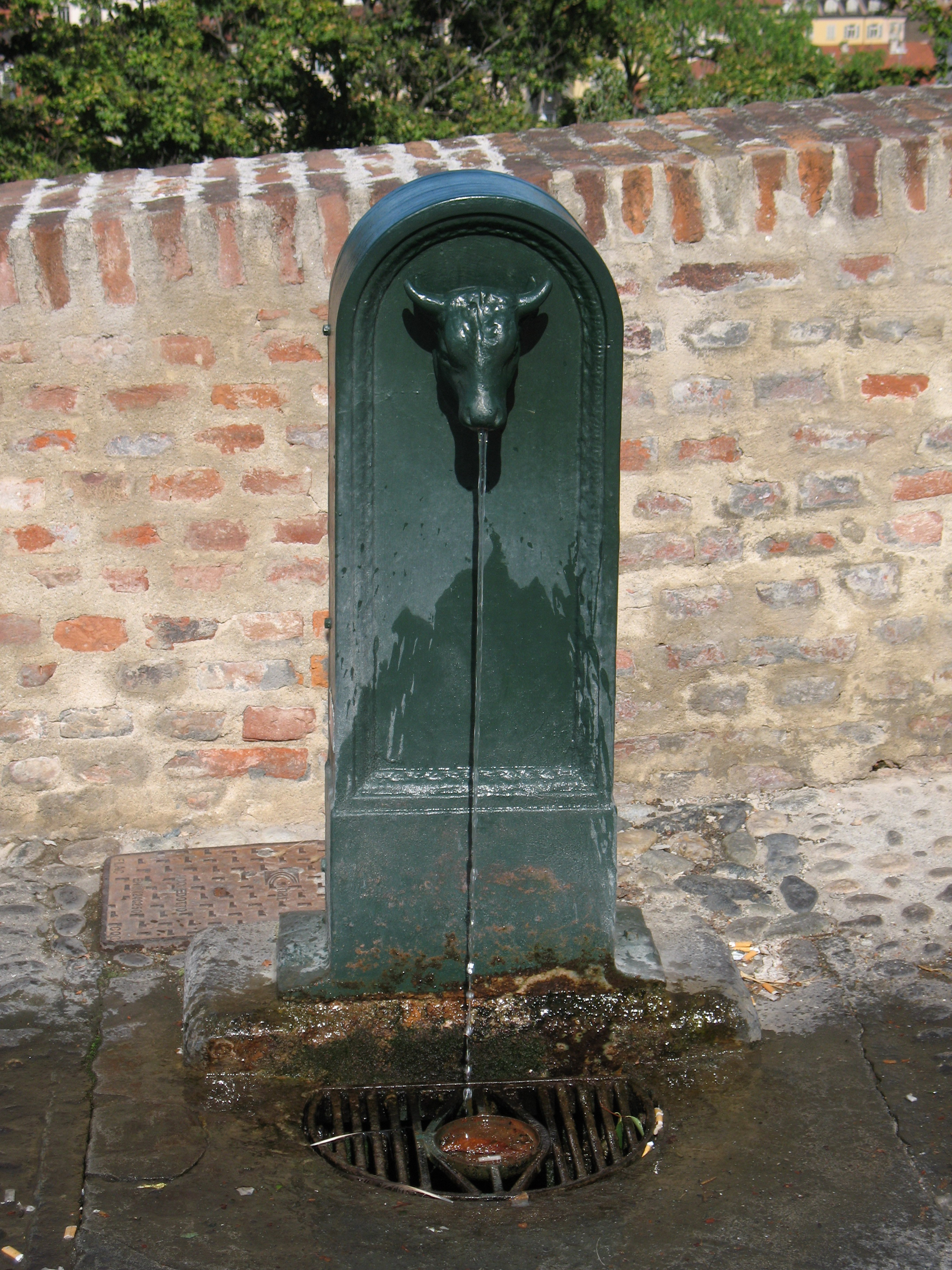
Torèt, tipico di Torino, dove se ne contano 800
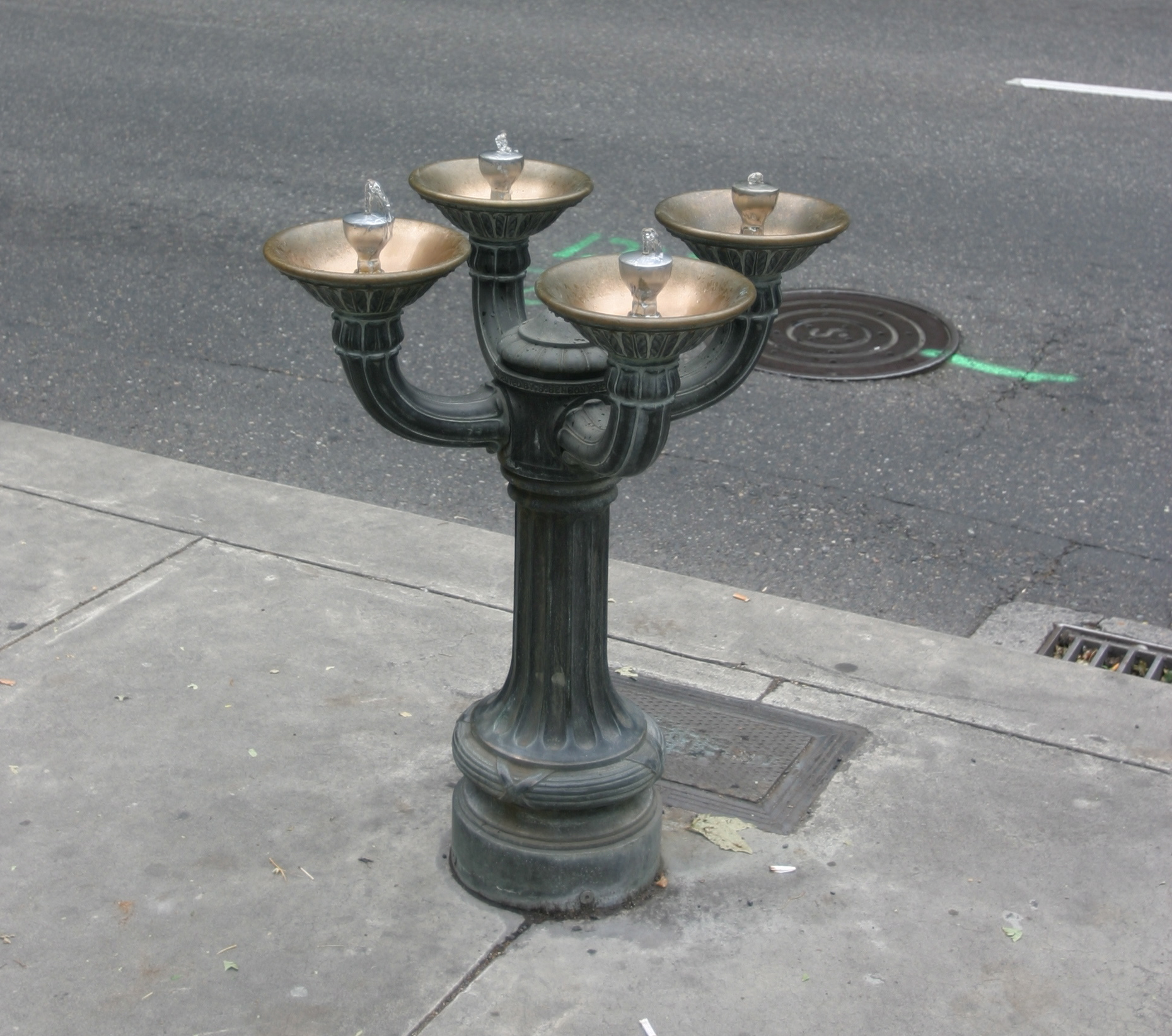
Benson Blubber a Portland, dove ce ne sono 20
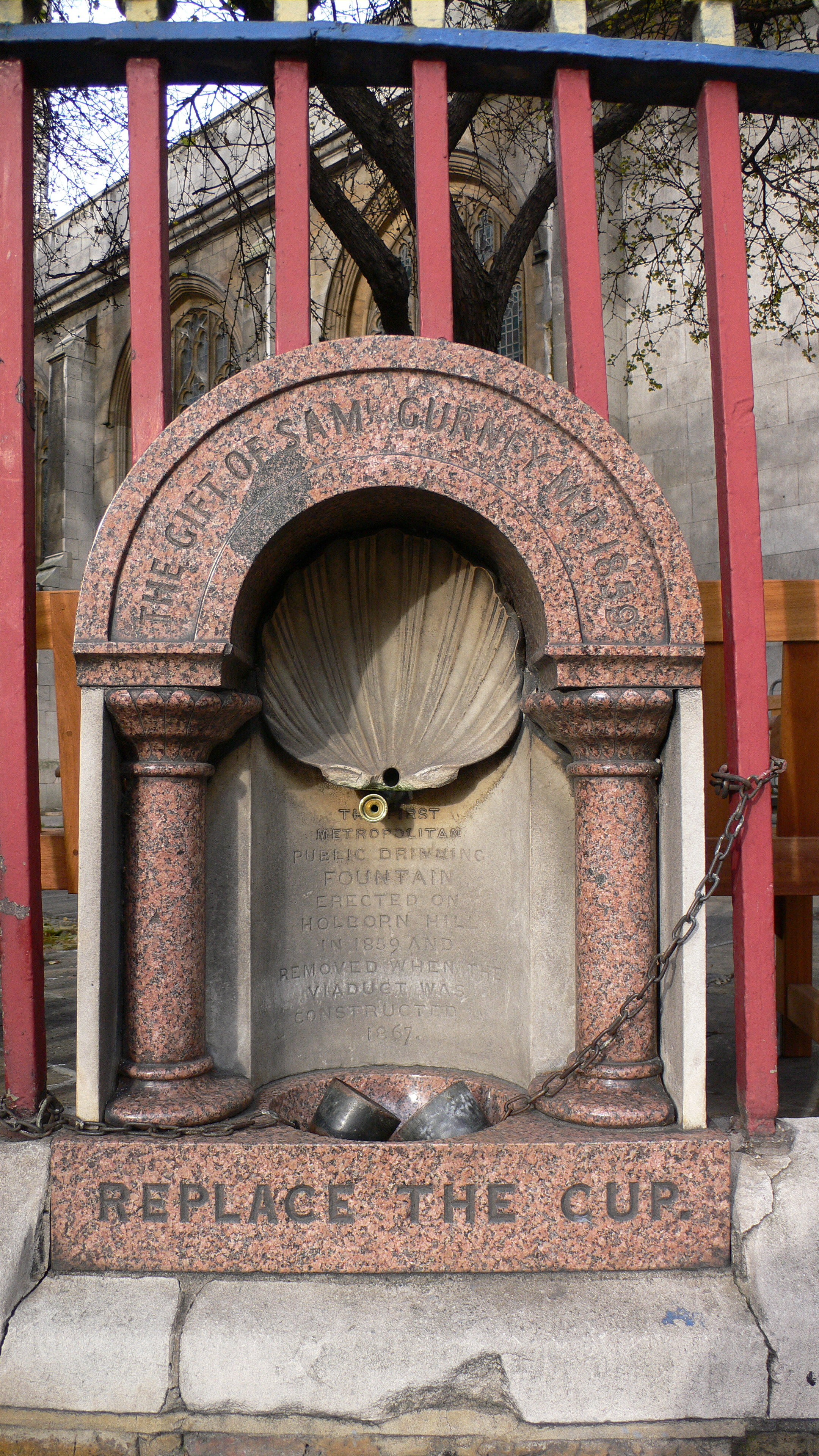
Prima fontanella londinese, installata nel 1859
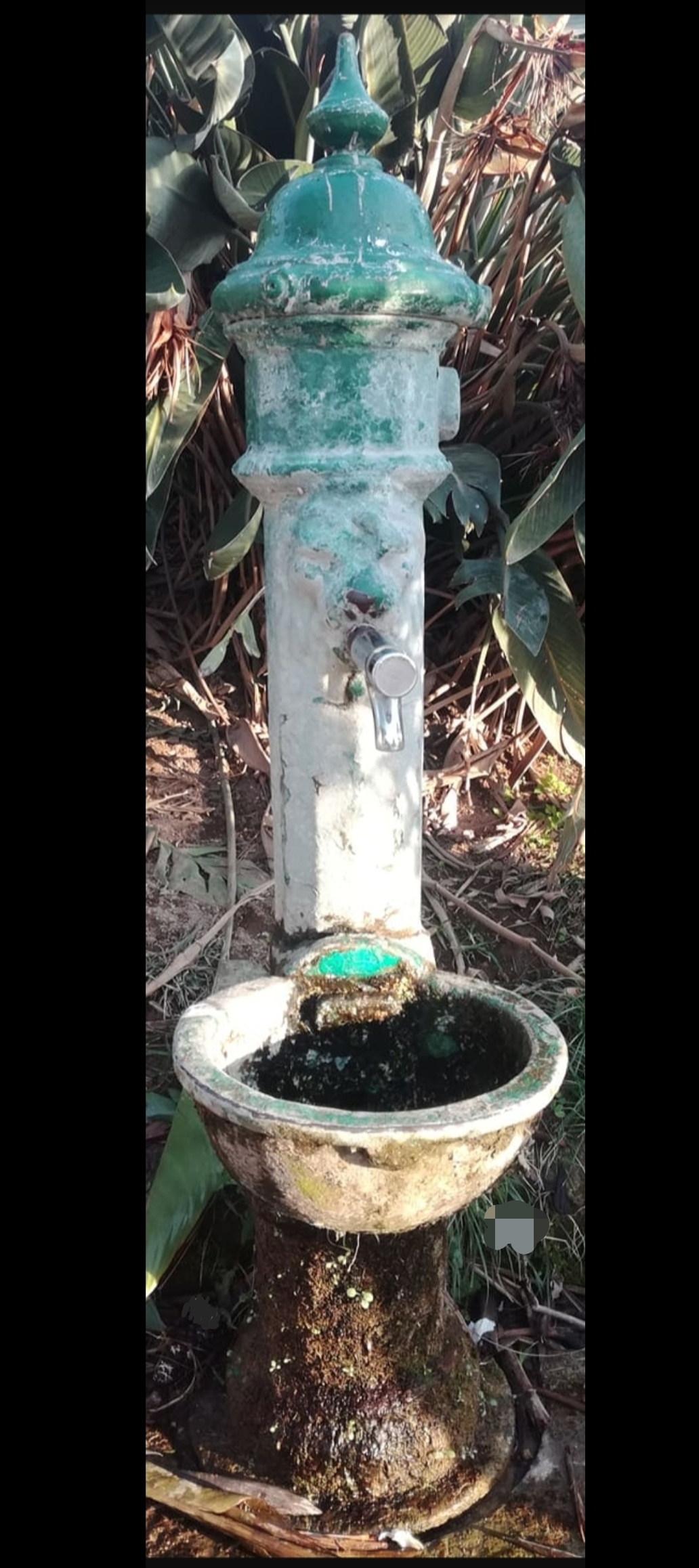
Una Fontanella Leonina di Napoli
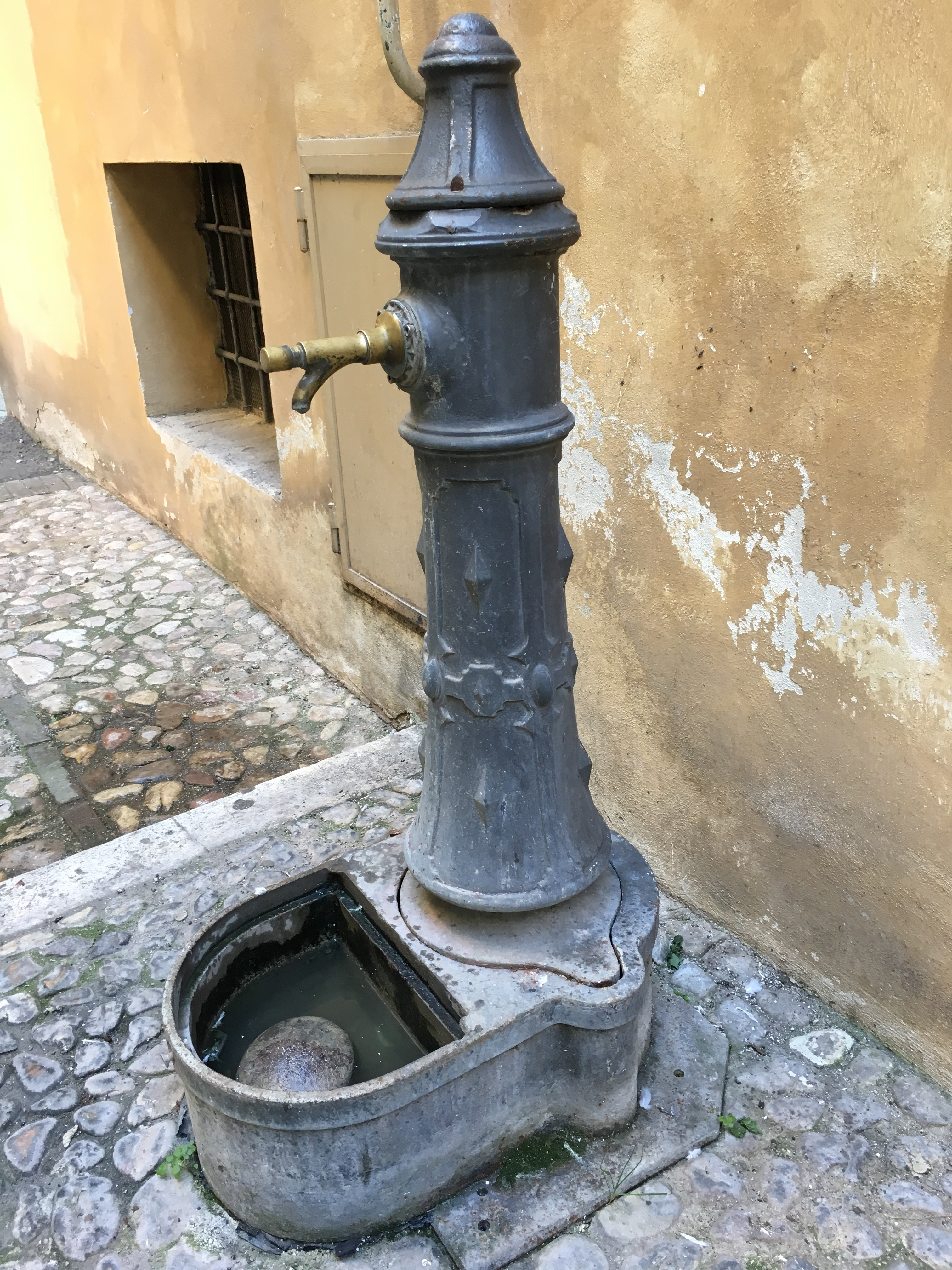
Una delle 2 fontanelle "Bopp e Reuther" rimaste a Spoleto delle 27 originali
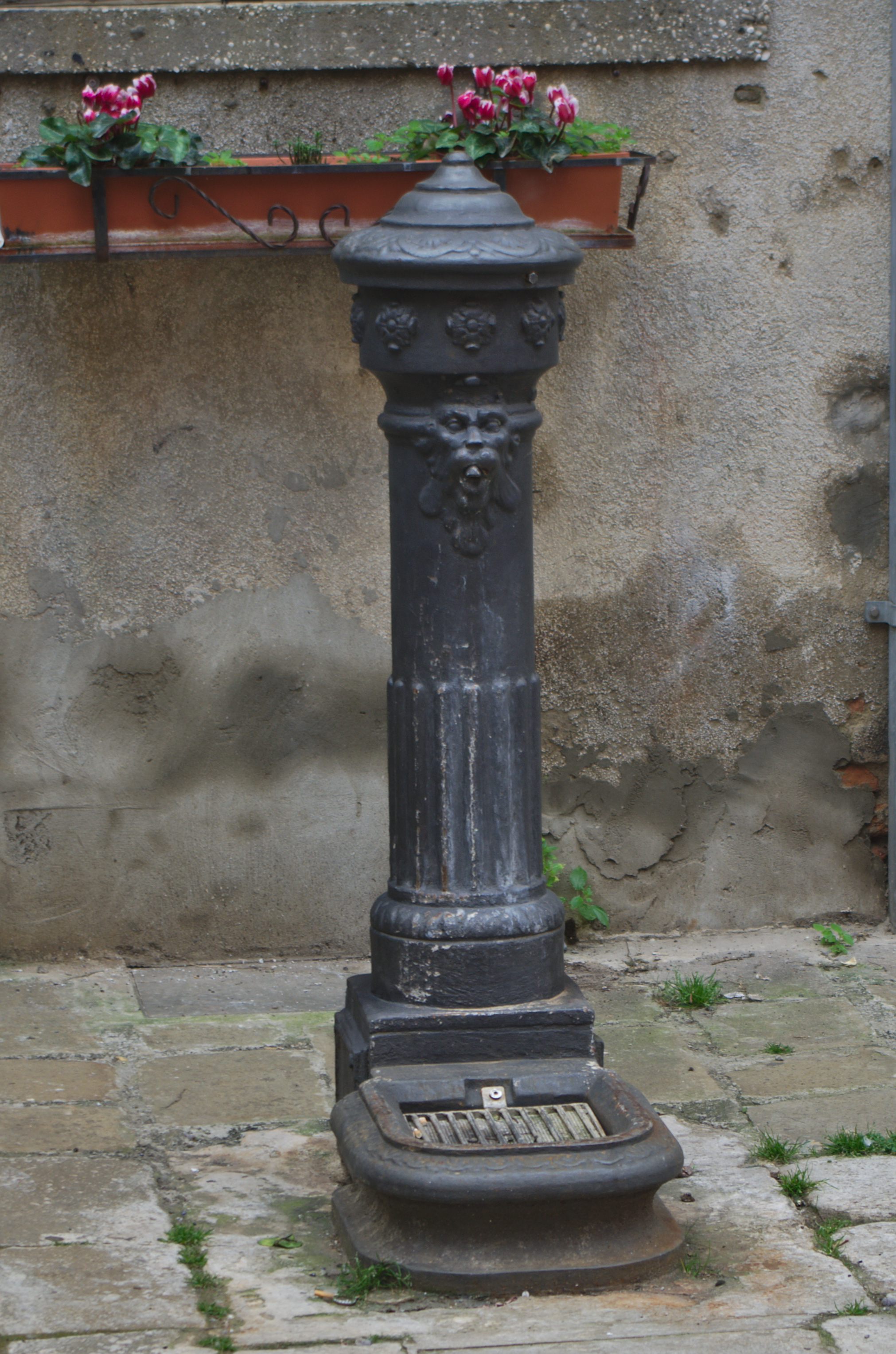
Fontanella veneziana
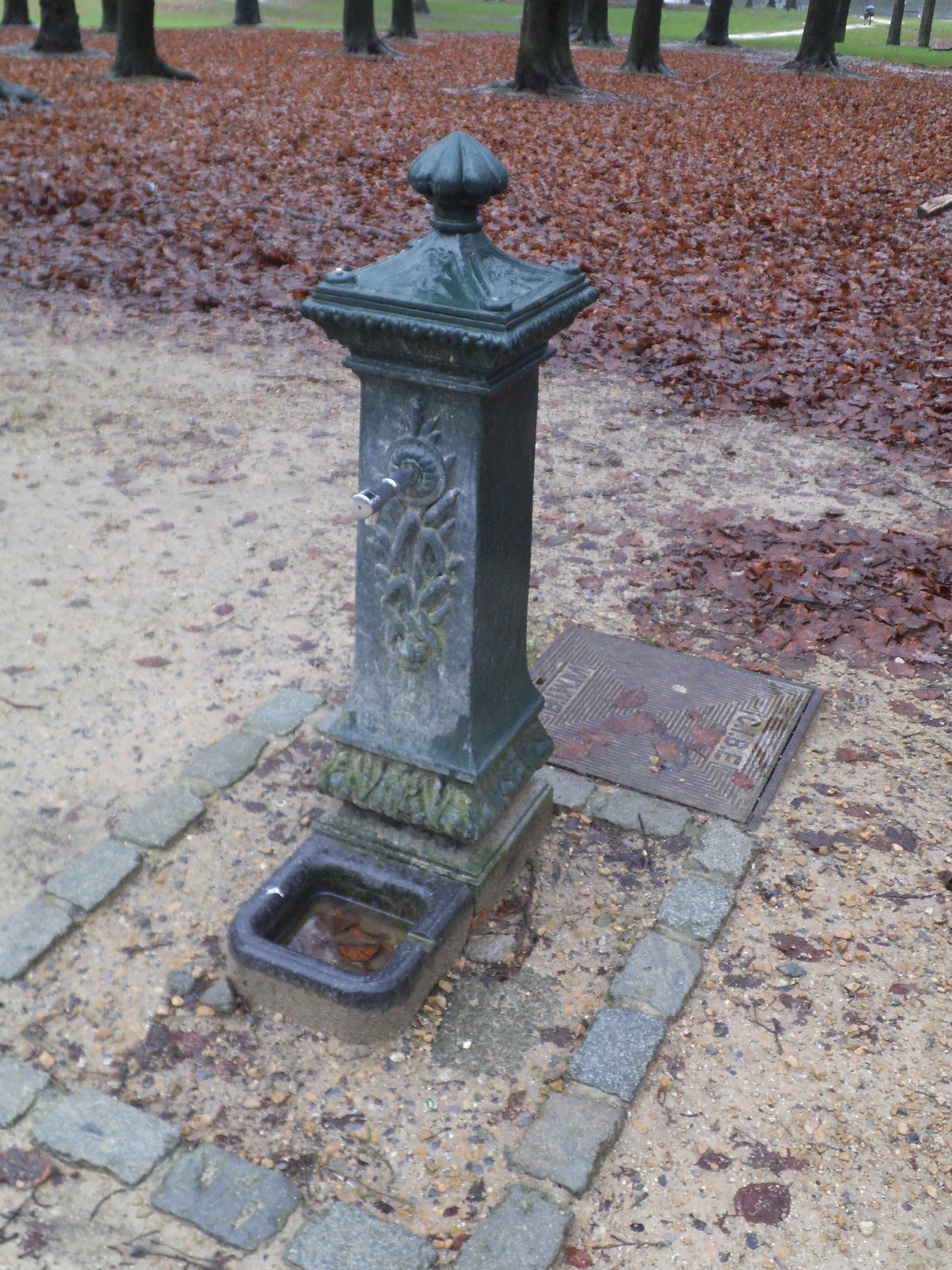
Fontanella situata nel Bois de la Cambre, a Bruxelles
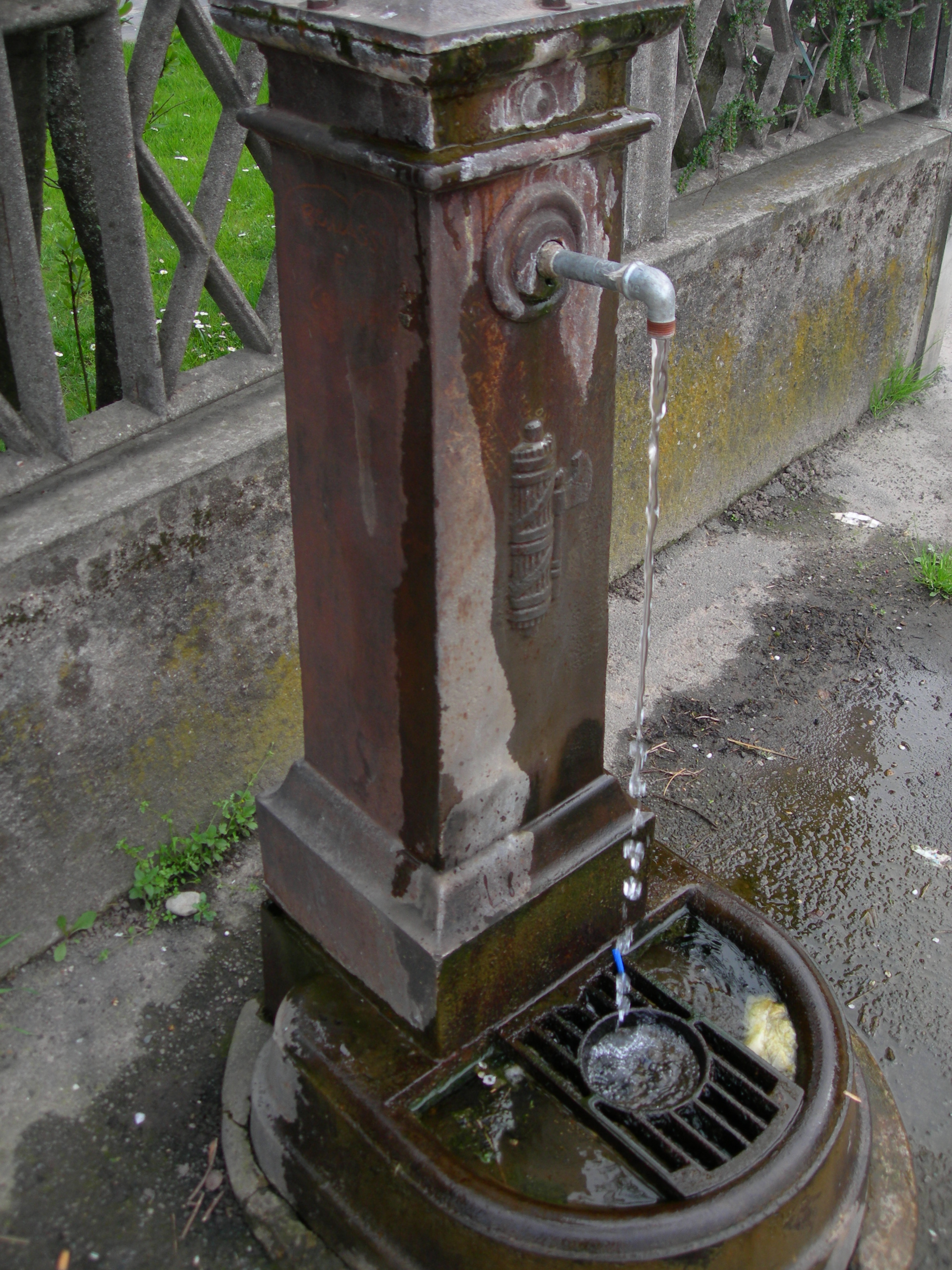
Fontanella di Cameri
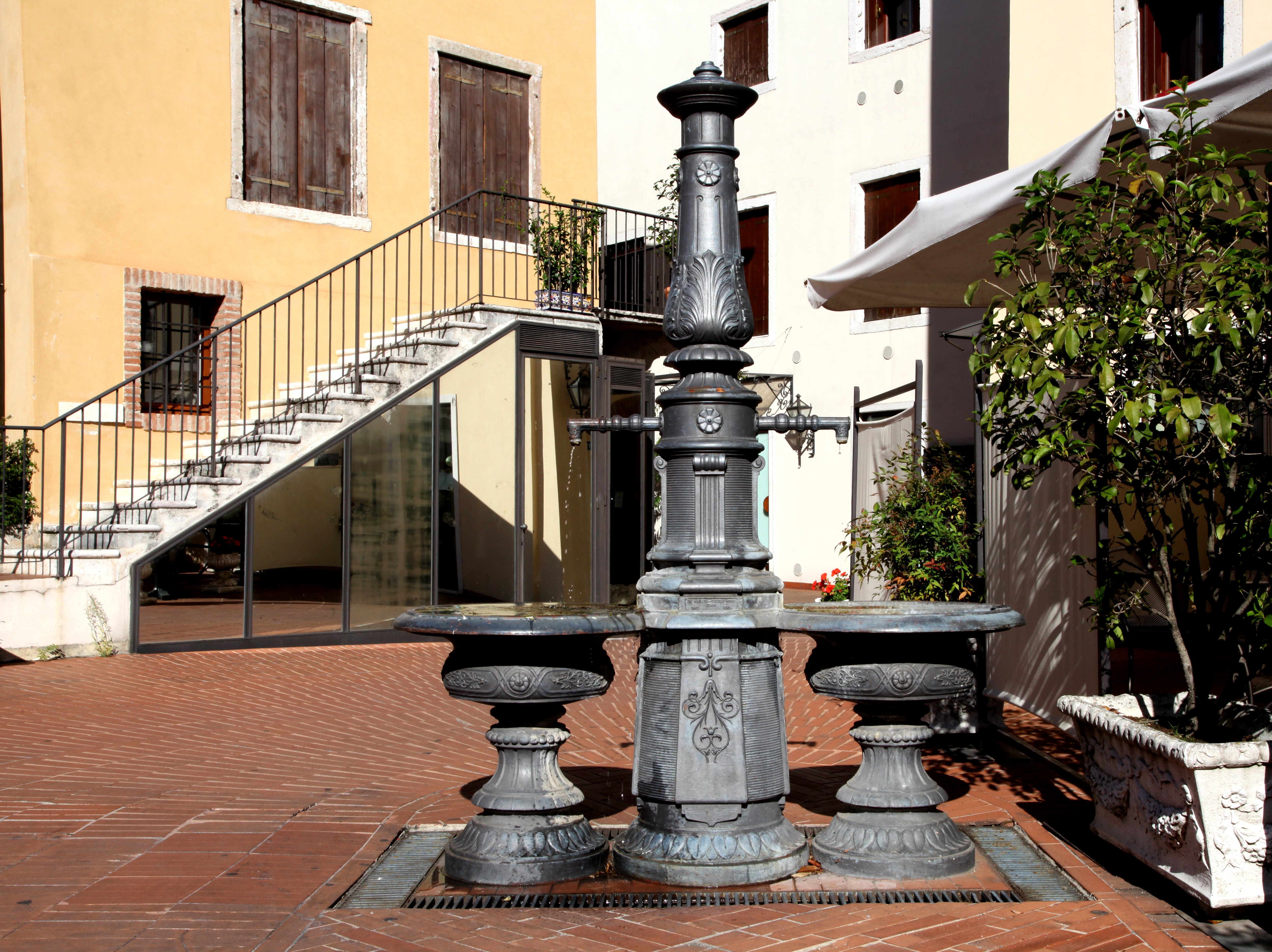
Fontanella di Schio